# 요울루푹키

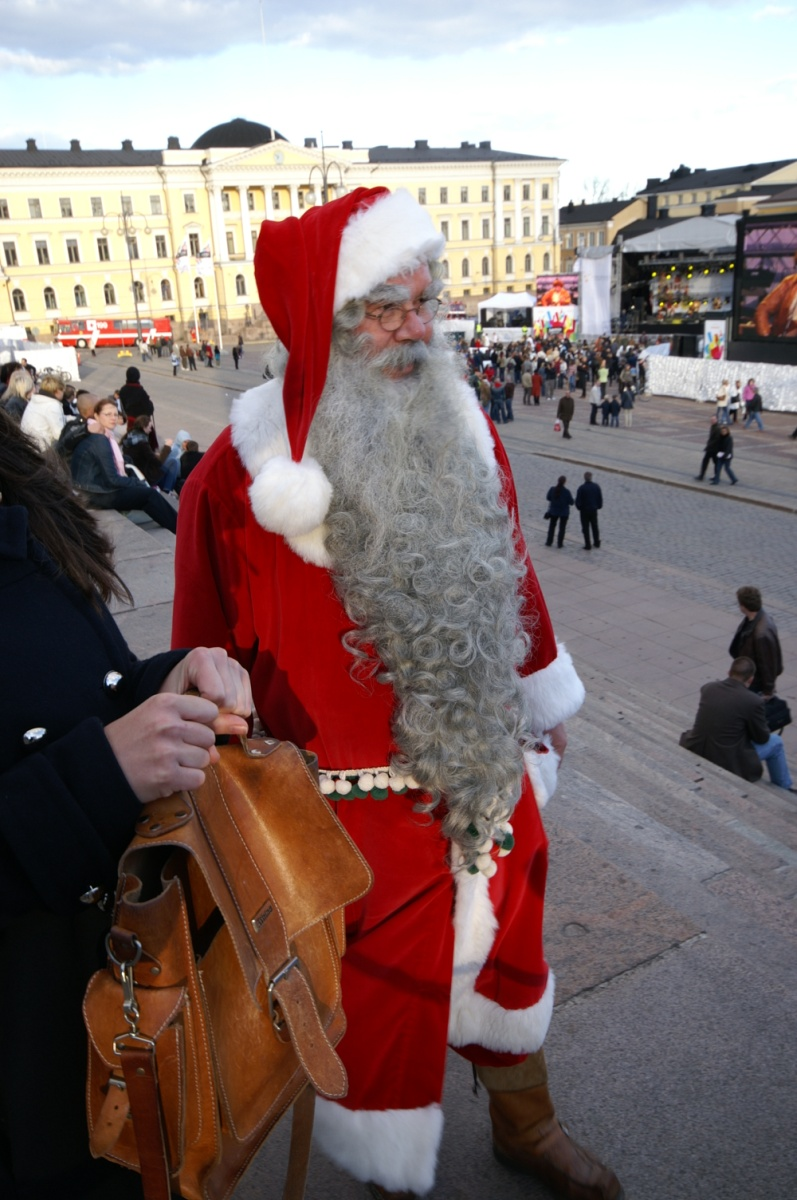
헬싱키 대성당 앞의 요울루푹키.

요울루푹키(핀란드어: Joulupukki)는 핀란드의 크리스마스 인물이다. "요울루푹키"라는 말은 직역하면 "율 염소"라는 뜻이다. 서유럽의 산타클로스나 러시아의 데드 모로스에 해당한다.
원래 비기독교 전통에서 유래한 존재로, 노르드 신화의 보덴과 관련이 있다고 한다.
요울루푹키는 붉은 옷을 입고 지팡이를 짚고 다니며, 순록 여러 마리가 끌고 다니는 썰매를 타고 다닌다. 다만 산타클로스의 썰매처럼 날아다닐 수는 없다. 요울루푹키에게는 요울루무오리(Joulumuori)라는 아내가 있다고 하지만, 그 아내에 관해서는 전해지는 바가 거의 없다. 요울루푹키는 라피 지역의 코르바 산에 살며, 요울루톤투라는 난쟁이들이 요울루푹키의 일을 돕는다.

## 같이 보기
- 산타클로스 마을
- 크람푸스